# Paranneslea
Paranneslea es un género con dos especies de plantas de flores perteneciente a la familia Pentaphylacaceae. 

## Especies seleccionadas
- Paranneslea donnaiensis
- Paranneslea donnalensis